# Babe I'm Gonna Leave You
"Babe I'm Gonna Leave You" är en folksång skriven av Anne Bredon och som spelats in av Joan Baez och Led Zeppelin.

## Joan Baez version
Joan Baez spelade in sin version av låten 1962.

## Led Zeppelins version
Bandets medlemmar blev inspirerade av göra en cover av låten efter att ha hört Joan Baez version. På skivan står det "Trad., arr. Page". På senare upplagor har det ändrats till Anne Bredon/Jimmy Page & Robert Plant. Det finns ett rykte som säger att Jimmy Page 1968 spelade in annan version av sången tillsammans med Steve Winwood, men den har dock aldrig blivit släppt på skiva. Man använde sig av låten under sina första turnéer, men den försvann sedan ifrån repertoaren. Robert Plant har som soloartist iblant använt sig av låten under sina konserter.